# Allogymnopleurus consocius
Allogymnopleurus consocius là một loài bọ cánh cứng trong họ Bọ hung (Scarabaeidae).